# 米中電気自動車イニシアティブ
米中電気自動車イニシアティブ（べいちゅうでんきじどうしゃイニシアティブ、U.S.-China Electric Vehicles Initiative）または米中EVイニシアティブ（べいちゅうEVイニシアティブ）は、アメリカ合衆国と中華人民共和国間における、電気自動車のスタンダードの共同開発や技術ロードマップの策定など、電気自動車の普及を先導的に行おうとするための合意。

## 概要
2009年11月17日、バラク・オバマアメリカ合衆国大統領と中国胡錦濤国家主席が、クリーンエネ
ルギーに関する米中二国間の協力強化を目的とする一連の政策を「米中・クリーンエネルギー共同声明」として発表した。米中は今後クリーンエネルギー分野において、広範囲にわたって協力関係を築くとしたもの。
米中電気自動車イニシアティブは、その声明において発表された政策やパートナーシップ戦略のうちの1つ。2009年9月に開催された米中電気自動車フォーラムを軸にし、構想はすでに始まっていた。EV（電気自動車）の将来の幅広い普及に向け、EV基準の開発や策定、実証のためのプロジェクト、技術ロードマップの策定、市民啓蒙プロジェクト等を、両国が連携して行うというもの。
リチウムイオン電池の共同開発やテスト、プラグなど主要部品の設計の標準化も図られる。